# Shin-Yakushi-ji

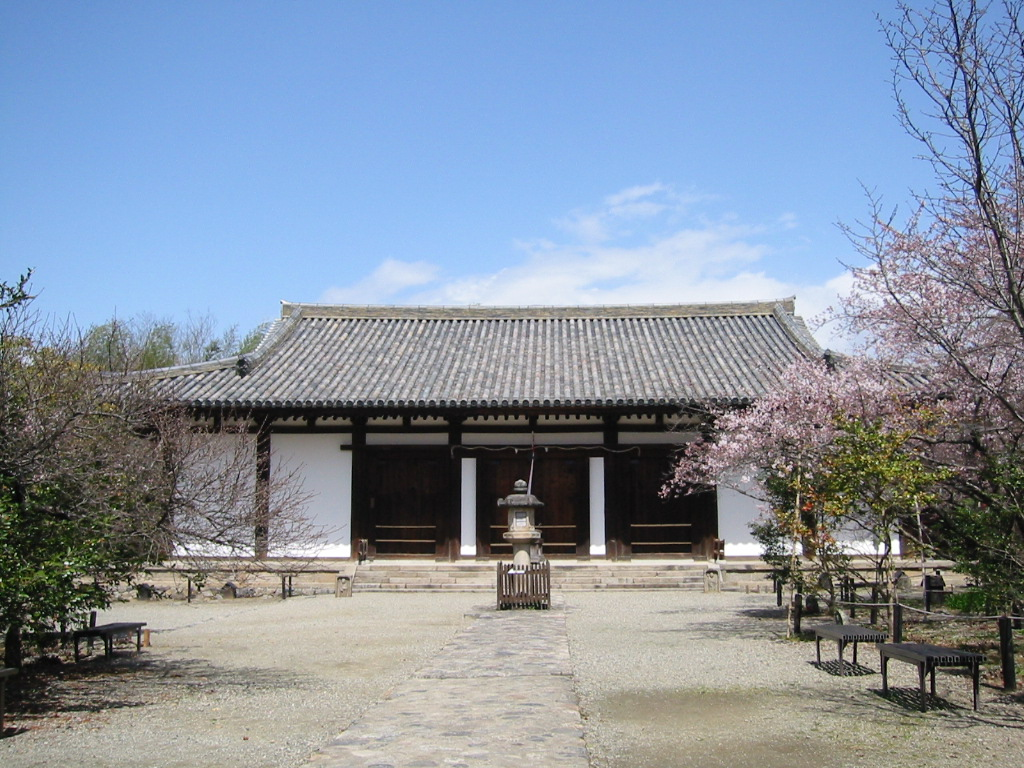
Le hon-dō du Shin-Yakushi-ji

Le Shin-Yakushi-ji (新薬師寺) est un temple bouddhiste de la secte Kegon situé à Nara au Japon. Il a été fondé en 747 par l'impératrice Kōmyō. À l'origine, c'est un temple grand et complet comme le sont les Shichidō garan. Il subit des dommages causés par des incendies et s'est détérioré durant l'époque de Heian. Le temple a fait l'objet de travaux de restauration lors de l'époque de Kamakura. Du VIIIe siècle ne reste que le hon-dō (本堂). Tous les autres bâtiments datent de l'époque de Kamakura.
Le Shin-Yakushi-ji dispose de plusieurs biens culturels. Le hon-dō, la principale image de Yakushi Nyorai et onze statues des douze Généraux célestes ont été classés Trésor national du Japon par le Ministère de l'éducation, de la culture, des sports, des sciences et de la technologie,.

## Nom
Le 新 (shin, atarashi) du nom est habituellement traduit par « nouveau ». Dans le cas de Shin-Yakushi-ji cependant, la signification serait « miraculeux » (霊験, arataka na). Yakushi renvoie à l'image principale de Yakushi Nyorai, le Bouddha guérisseur. À part la vénération de Yakushi Nyorai, il n'y a pas de lien avec le célèbre Yakushi-ji, également situé à Nara.

## Histoire
Selon les archives du Tōdai-ji, le Shin-Yakushi-ji est fondé en mars 747 sous le nom Kōyaku-ji (香薬寺) par l'impératrice Kōmyō souhaitant la guérison de son mari, l'empereur Shōmu, qui souffre d'une maladie des yeux. Elle fait construire un grand kon-dō de neuf baies et des statues des Sept Bouddhas de la guérison (七仏薬師, shichibutsu yakushi) qui y sont vénérés. Ces statues sont supposées efficaces contre les mauvais esprits des personnalités politiques mortes.
Avec le Yakushi Nyorai, les statues des serviteurs Nikkō Bosatsu et Gakkō Bosatsu et des groupes des douze Généraux célestes sont vénérés dans le bâtiment principal ou Kon-dō. Des pagodes sont érigées à l'est et à l'ouest du kon-dō. Dans ces temps reculés, plus de cent moines étudient au temple. Il y a des quartiers d'habitation pour eux et bien d'autres bâtiments. C'est un temple à sept bâtiments, un shichidō garan couvrant près de 200 000 m2.
En 780, 33 ans après la fondation, de nombreux bâtiments sont détruits par un feu causée par la foudre. Lorsque le kon-dō est détruit au milieu de l'époque de Heian, un autre bâtiment, l'actuel hon-dō devient le bâtiment principal du temple. Cet édifice aurait été le réfectoire (食堂｝jiki-dō). Les douze Généraux célestes entourant l'image principale de Yakushi Nyorai sont transférés dans le bâtiment en provenance du Iwabuchi-dera (岩淵寺) en ruines situé non loin de Shin-Yakushi-ji au pied du mont Kasuga.
À l'époque de Kamakura, les prêtres Jōkei (貞慶) (nom posthume: Getatsu Shōnin) et Myōe restaurent le temple après une période de déclin généralisé. C'est à peu près à cette époque que sont construits les portes est et sud, le beffroi et le bâtiment de Jizō.

## Architecture

### Hon-dō
Le bâtiment principal, autrement dit le hon-dō (本堂) du VIIe siècle, c'est-à-dire de l'époque de Nara, est le plus ancien bâtiment encore existant à Shin-Yakushi-ji et un des plus anciens édifices en bois au Japon. Il n'a cependant pas été conçu comme bâtiment principal du temple. Le kon-dō de l'époque de la construction diffère de l'actuel bâtiment principal en taille et par rapport à sa situation dans l'enceinte du temple. Jusqu'au milieu de l'époque de Heian, les deux structures coexistent et durant l'ère Kengen (1302–1303), le hon-dō est entièrement restauré.
Le bâtiment comprend un grand toit à croupe et à pignon de style « irimoya-zukuri »
et des murs peints en blanc. À l'intérieur, d'épais piliers placés sur le sol en terre battue portent le toit. Le plafond ouvert, qui était peint en rouge, laisse voir les poutres et les chevrons de revêtement. Il y a un vitrail dans le paroi est du bâtiment. Le hon-dō, classé Trésor national du Japon, abrite l'image principale de Yakushi Nyorai entouré par un groupe de douze Généraux célestes,.

### Porte sud

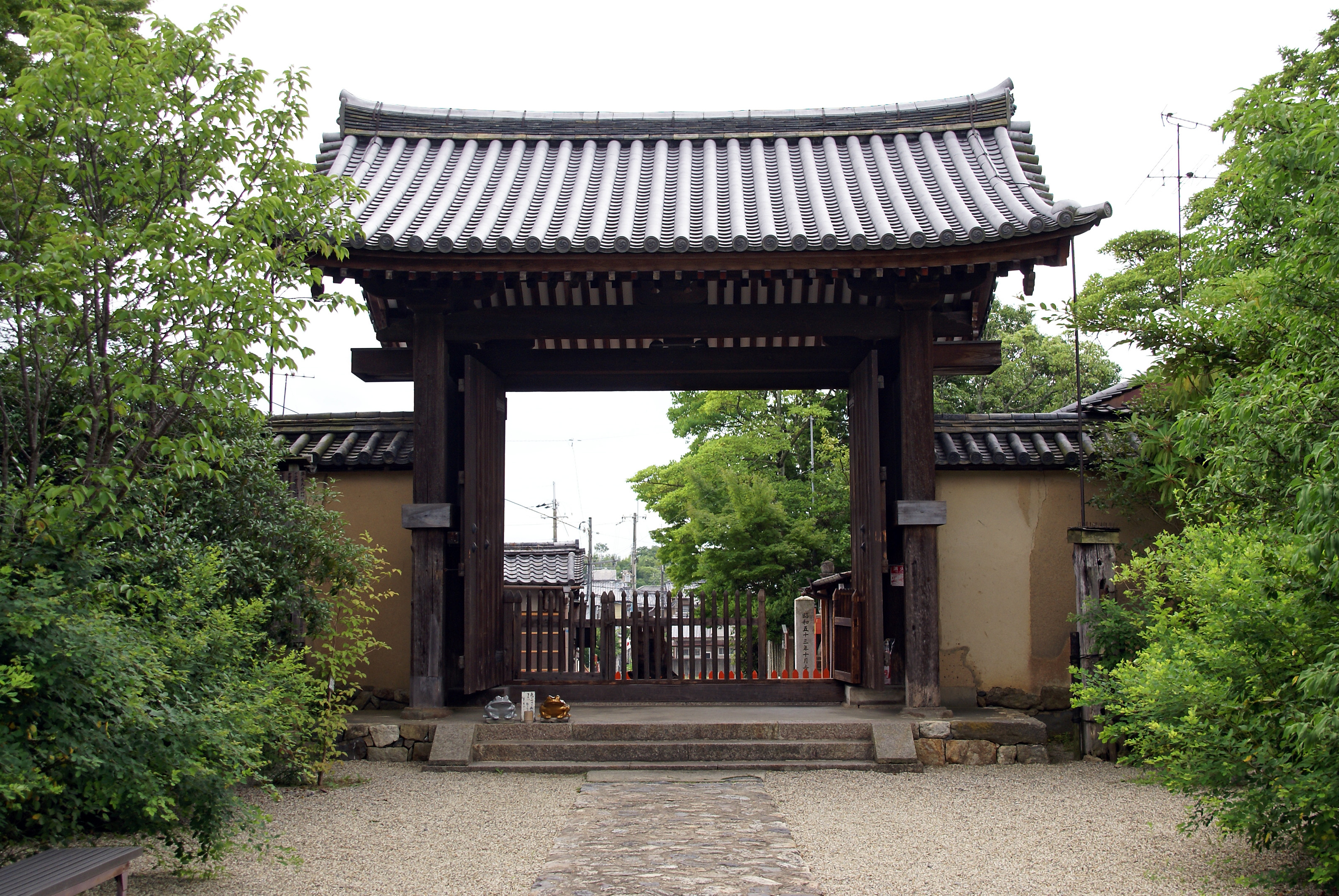
Porte sud

La porte sud (南門, nanmon), bien culturel important, est le plus ancien exemple existant de porte à quatre jambes (四脚門, shikyakumon). Elle a été construite durant l'époque de Kamakura à la fin du XIIe siècle ou au début du XIIIe siècle. Les portes de ce style apparaissent uniquement dans les temples de haut rang ou les palais impériaux, ce qui indique quel était le statut antérieur de Shin-Yakushi-ji. Les quatre piliers de la porte possèdent de très larges bords chanfreinés et sont placés sur une plate-forme de roches non taillées,.

### Porte est
Les parties supérieures des principaux piliers du porte est (東門, tōmon) sont divisées en deux, soutenues par des entretoises de solides planches (板蟇股, itakaerumata). Ces détails de construction inhabituels font remonter la date de construction au début de l'époque de Kamakura. La porte est classée bien culturel important.

### Jizō

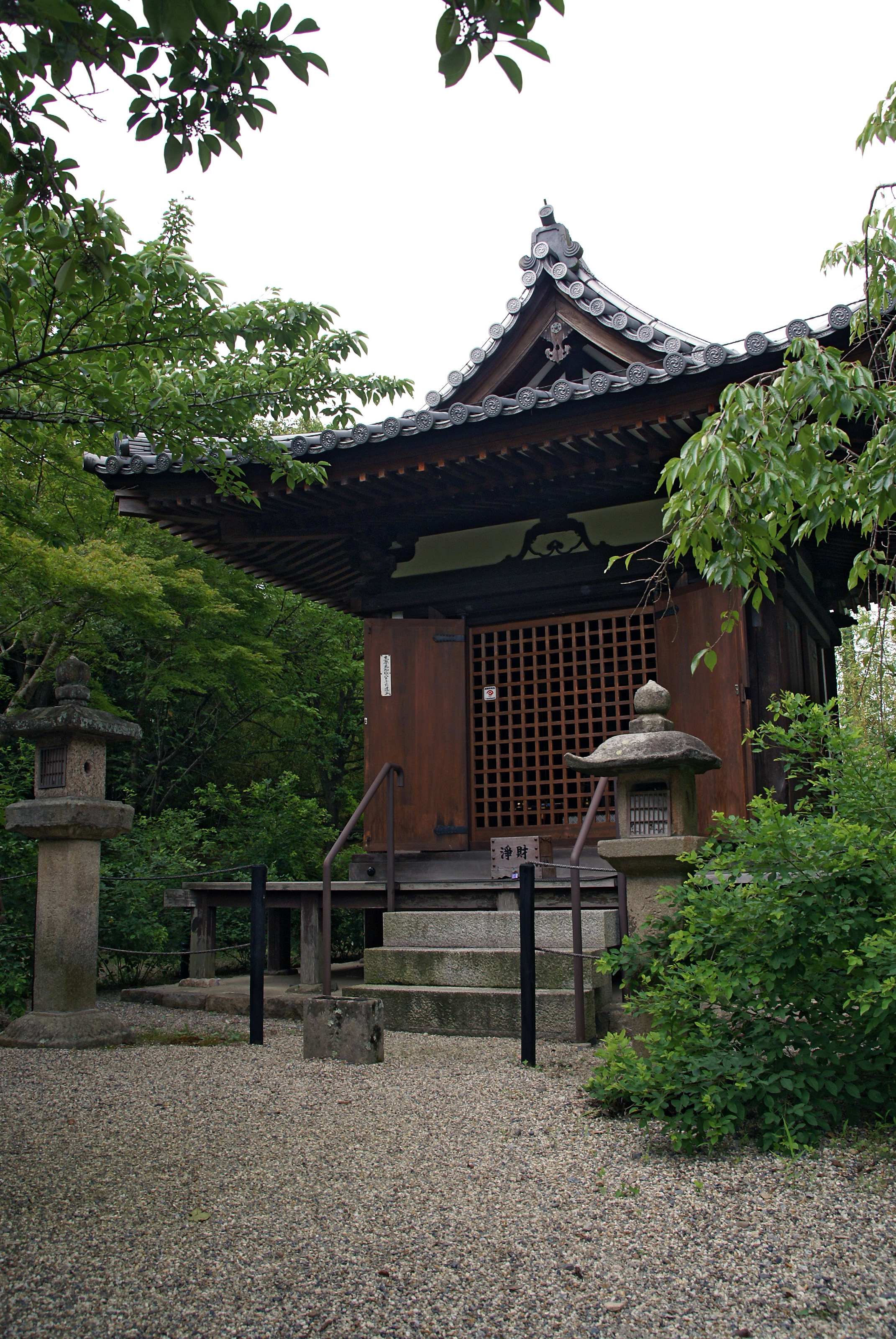
Jizō Hall

Le bâtiment de Jizō (地蔵堂, jizō-dō), bien culturel important, tient son nom de l'image de la divinité Jizō qui aurait été vénérée dans le bâtiment. C'est une petite construction 3,05 × 3,05 m du style japonais  (和様, wayō) qui date de l'époque de Kamakura. Une image de la déesse de la miséricorde aux onze visages y est actuellement vénérée,.

### Shōrō
Construit en 1279, le 鐘楼 (shōrō), classé  bien culturel important, est un autre bâtiment dont la construction remonte à l'époque de Kamakura. Le bâtiment comporte une partie inférieure comparable à une jupe évasée, également connue sous le nom de style  (袴腰, hakamagoshi), devenu populaire à la fin de l'époque de Heian et ultérieurement.
La cloche, un bien culturel important, serait la cloche suspendue du beffroi (釣鐘堂, tsuriganedō) de Gangō-ji et date de l'époque de Nara. Elle est célèbre par l'histoire d'un ogre racontée dans le Nihon Ryōiki. Durant la période Asuka selon cette légende, un oni qui vivait dans le beffroi de Gangō-ji tourmentait les gens. Le oni, connu sous les noms 元興寺 (Gagoze, Gagoji, Guwagoze) ou oni de Gangō-ji (元興寺の鬼, gangō-ji no oni), était l'esprit d'un infâme serviteur du temple. Un jour, un enfant à la force surhumaine qui avait rejoint le temple, décide de tuer l'ogre et se tient à l'affût dans le clocher. À l'aube, le oni apparaît; l'enfant le saisit par les cheveux et le traîne autour de lui. À l'aube, le oni a perdu tous ses cheveux et prend la fuite.
L'enfant lui court après mais le perd à un carrefour. Plus tard, l'enfant surhumain entre dans la prêtrise et devient le moine Dōjō (道場法師, Dōjō hōshi). Après que le beffroi de Gangō-ji a été incendié, la cloche se transforme et devient le temple Shin-Yakushi-ji. Les cicatrices sur la cloche sont supposées être les marques d'ongles du oni. La zone autour de l'intersection où le oni a semé son poursuivant a été nommée不審ケ辻町 (fushin ga tsujichō) et l'endroit où il s'est caché le mont Kion (鬼隠山, kionzan), littéralement : « montagne de la cachette du oni"" ».

## Trésors

### Yakushi Nyorai

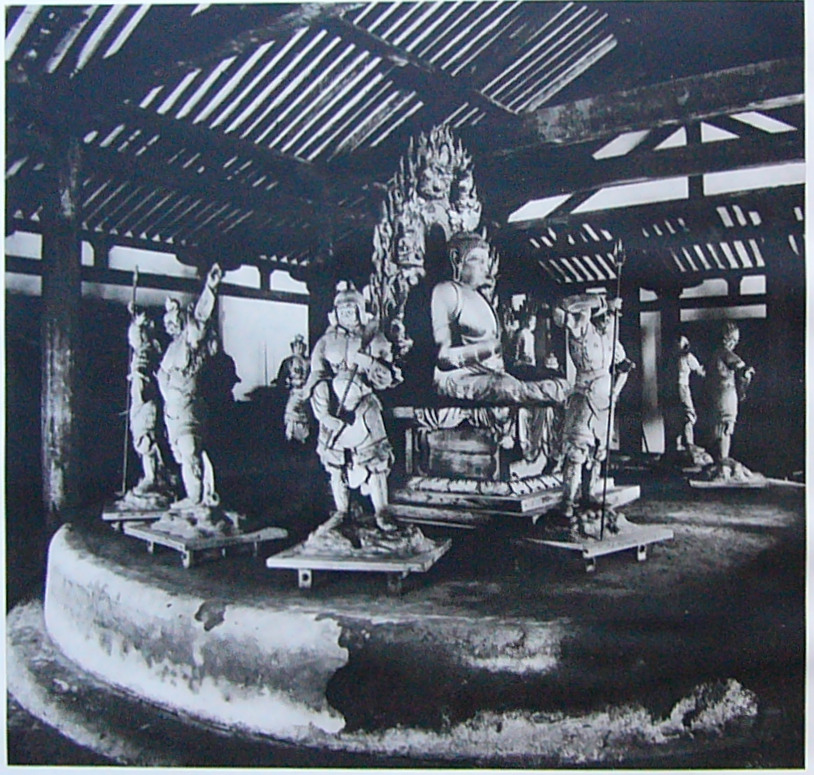
Yakushi Nyorai entouré par les douze généraux divins

Le Yakushi Nyorai assis de 191,5 cm, époque de Heian, est la principale image de Shin-Yakushi-ji. Il est posé sur une immense plate forme circulaire　(dais) (9 m de diamètre, 90 cm de haut) qui remplit presque entièrement le hon-dō. Avec six petites images de Bouddha (化仏, kebutsu) sur son halo, la statue principale forme un groupe de sept Bouddhas guérisseurs (七仏薬師, shichibutsu yakushi). Yakushi Nyorai est protégé par les douze Généraux célestes agencés de façon circulaire autour de la face orientée vers l'extérieur.
L'image actuelle ne fait probablement pas partie de celles qui avaient été installées dans le hon-dō original et ont été réalisées avec la technique de la laque creuse sèche (脱活乾漆造, dakkatsu kanshitsu zukuri). Il existe cependant des théories contradictoires relativement à l'origine de la statue actuelle. Elle aurait pu être sculptée en 793 à l'occasion de la reconstruction du temple après un incendie.
Elle est en général considérée comme une œuvre de la fin du VIIIe siècle et un exemple représentatif des sculptures en bois du début de l'époque de Heian. Elle est faite du bois d'un seul cyprès du Japon et ni peinture ni vernis n'ont été appliqués sur le bois à l'exception d'un peu de couleur pour indiquer les caractéristiques faciales. Des lèvres proéminentes, des boucles bien définies et un gros nez sont bien marqués. Les sourcils peints en noir sont étroites et fins. Son bras droit est levé montrant la mudra de l'absence de crainte (abhaya-Mudrā), tandis que son bras gauche repose sur sa jambe avec la paume de sa main tournée et tenant un pot de médecine.
Au cours d'une inspection en 1975, huit rouleaux du sūtra du Lotus  du début de l'époque de Heian ont été découverts à l'intérieur du corps de la sculpture. Ils ont été classés trésor national du Japon,,.

### Douze Généraux célestes

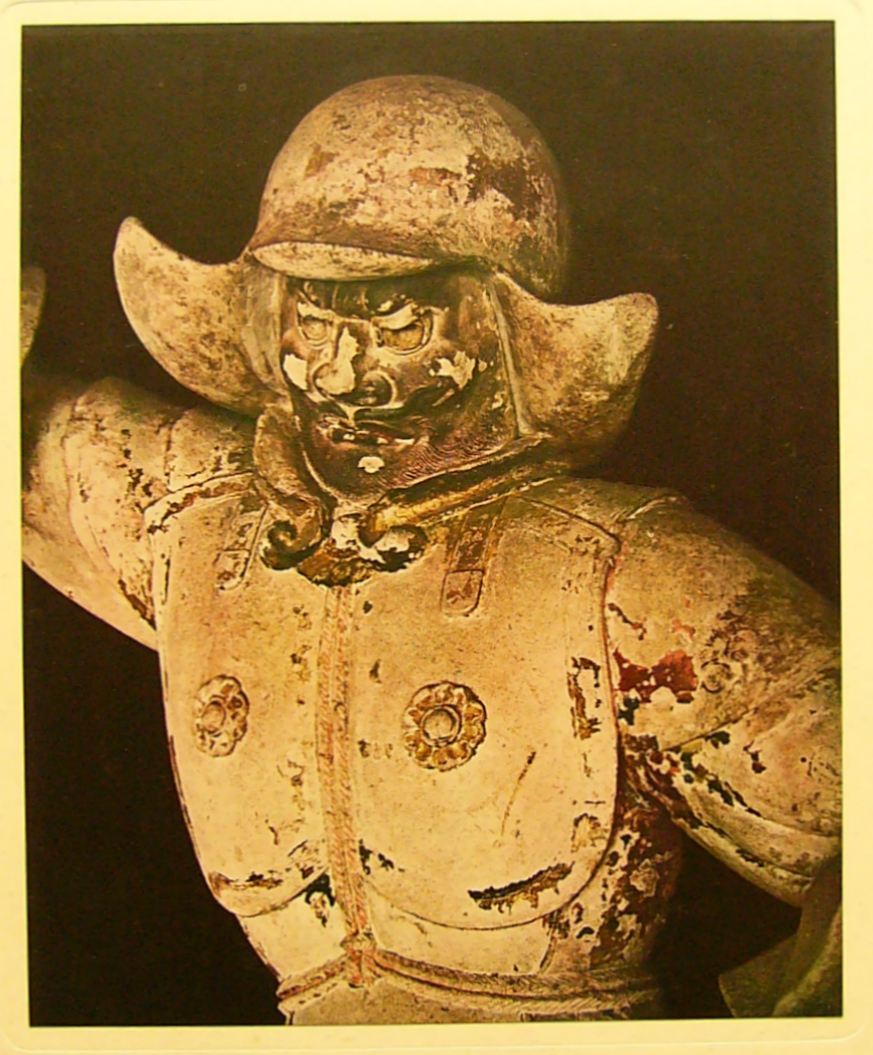
Antera

Le groupe debout à peu près de grandeur nature des douze Généraux célestes de l'époque de Nara (729 à 749) est le plus ancien encore existant au Japon. Il est fait d'argile non cuite et coloré à l'origine. La peau est de couleur saumon. Les barbes ont été dessinés à l'encre, les vêtements et des armures peintes de couleurs vives et une feuille d'or appliquée à certains endroits. Il ne reste pas grand-chose des décorations d'origine. La statue de Haira a été endommagée lors d'un tremblement de terre à la fin de l'époque d'Edo d' et remplacée par une statue en bois en 1931. En tant que divinités protectrices de Yakushi, les douze généraux sont placés dans un cercle autour de l'image principale de Yakushi Nyorai. Onze des douze statues ont été classées « Trésor national ». L'image de Haira, qui date du XXe siècle, n'a pas été intégrée dans la nomination. Il y a deux applications différentes de noms aux statues individuelles en place. Dans le paragraphe qui suit, le premier nom est celui utilisé par le temple. Le deuxième nom, entre parenthèses, est celui attribué dans la nomination au statut de Trésor national.

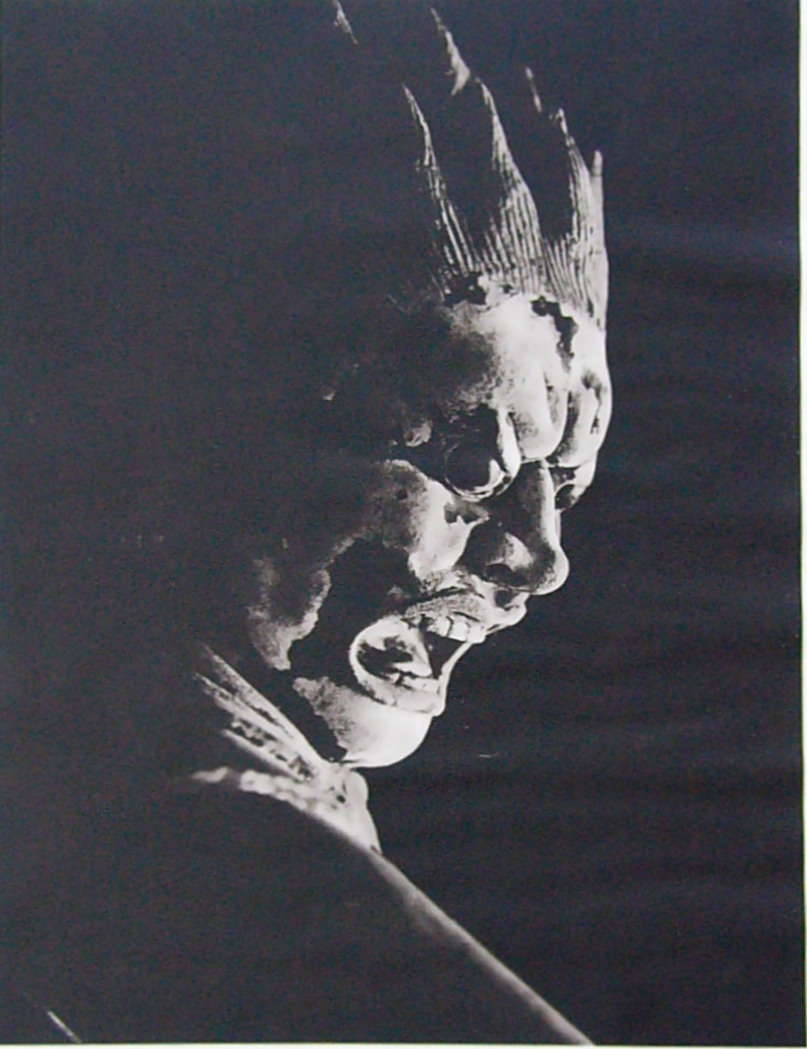
Meikira

Les douze statues dans l'ordre inverse des aiguilles d'une montre à partir de l'avant et à droite (sud-est) sont :
- Bazara (Meikira) : 162,9 cm, avec les cheveux dressés sur la tête et la bouche ouverte comme s'il criait. Il tient une épée dans sa main droite.
- Anira (Anira) : 154,2 cm, coiffé d'un casque et tenant une flèche à deux mains. Il observe l'encoche de la flèche. Dans l'ensemble, il paraît avoir quelque embonpoint par rapport à d'autres statues comme celle de Meikira.
- Haira (Kubira) : 159,5 cm. La statue d'argile d'origine a été endommagée lors d'un tremblement de terre à la fin de l'époque d'Edo. La statue actuelle est en bois et remonte à 1931. Ce n'est pas un Trésor national. Haira est représenté coiffé d'un casque, tenant un arc et des flèches.
- Bigyara (Bigyara) : 162,1 cm, brandit un pilon avec trois fourches à chaque extrémité (三鈷杵, sankosho?), un type de vajra, dans son bras droit levé. Sa main gauche repose sur sa taille. On discerne un peu de couleur sur le dos de son armure.
- Makora (Makora) : 170,1 cm, porte une hache dans sa main droite. Sa main gauche repose sur sa taille. Le hakama tombe au-dessous des genoux, couvrant l'armure de son tibia. La zone autour de son cou est recouverte d'un tissu.
- Kubira (Shōtora) : 165,1 cm, a son coude droit levé à hauteur d'épaule et porte une épée dans sa main droite. La pointe de l'épée est dirigée vers sa main gauche dont le poing est fermé. Les restes d'une motif floral se trouvent sur le vêtement semblable à une jupe (裙, kun?), et le fond d'or sur l'armure présente un motif de petites plaques.
- Shōtora (Santera) : 167,6 cm, sa main droite avec les doigts écartés reposant sur sa taille et une épée dans sa main gauche pointée vers le bas. Ses cheveux défaits sont noués en chignon. Un de ses yeux est bleu foncé, l'autre brun foncé.
- Shintara (Shintara) : 165,5 cm, tient un joyau sacré dans sa main droite et un bâton dans sa main gauche. Il est debout sur un dais en forme de banc de sable (洲浜座, suhamaza?). L'armure du tibia comporte un modèle de flamme peinte avec de l'encre sur fond d'or.
- Santera (Antera) : 161,8 cm, est appuyé sur un trident avec son bras droit. Sa tête est légèrement tournée vers la gauche et sa main gauche repose sur sa taille. Il y a une 獅噛 (shigami?) parure d'un lion mordant sur son armure d'épaule. La posture est semblable à celle d'Indara.
- Meikira (Indara) : 159,5 cm, avec sa main droite posée sur sa taille et le bras gauche levé haut avec la paume tournée vers l'extérieur. Sa jambe gauche est repliée. Il est debout sur un dais en forme de banc de sable (洲浜座, suhamaza?).
- Antera (Bazara) : 153,6 cm,porte un casque avec de petits panneaux incurvés sur les côtés gauche et droit de la jante. Il porte une tapette à mouche (hossu) dans les deux mains en avant de son épaule gauche. Son expression faciale est paisible.
- Indara (Haira) : 155,2 cm, porte un casque à deux panneaux incurvés sur les côtés gauche et droit de la jante avec une visière. Il porte un trident dans sa main droite tandis que la main gauche repose sur sa taille. La posture est semblable à celle de Santera[2],[6].

## Divers
Bazara (Meikira), du groupe des douze Généraux célestes, a été représenté sur un timbre-poste de 500 ¥. Dans le cadre d'une collaboration entre Shin-Yakushi-ji et le département de Bouddhisme à l'université Minobusan, le groupe entier des douze Généraux célestes a été scanné en trois dimensions en 2001 et 2002.